# Samuel Enhielm
Samuel Pedersson Enhielm, tidigare Enander, född 9 februari 1642 i Norra Sandsjö församling, Jönköpings län, död 5 maj 1710, var en svensk ämbetsman. 

## Biografi
Samuel Enhielm föddes 1642 på Sondarps gård i Norra Sandsjö församling. Han var son till löjtnanten Peder Nilsson Enander vid Östgöta kavalleriregemente och Sara Göransdotter. Enhielm blev 1 maj 1664 landskanslist i Linköpings län och handskrivare hos presidenten Anders Lilliehöök. Han blev i december 1682 kammarskrivare i kammarkollegium och 1689 bokhållare i statskontoret. I december 1691 blev han kamrer i kammarkollegium. Han adlades 31 oktober 1693 till Enhielm och introducerades samma år i Sveriges riddarhus. Enhielm avled 1710.

### Familj
Samuel Enhielm gifte sig 20 juni 1686 i Stockholm med Birgitta Roberg (död 1743). Hon var dotter till hovapotekaren Daniel Larsson Roberg och Ingrid Meinich. De fick tillsammans barnen Anna Beata Enhielm (1687–1752) som var gift med arkiatern Magnus von Bromell, Carl Enhielm (1689–1698), Brita Enhielm (1691–1768) som var gift med kaptenen Johan Samuel Andersson Bjurberg, Augusta Enhielm (1692–1700), Inga Enhielm (1695–1723), löjtnanten Gustaf Enhielm (1696–1741) vid Tavastehus läns infanteriregemente, Christina Enhielm (född 1698), Daniel Enhielm (1699–1712), Elisabet Enhielm (1700–1772), Sara Enhielm (1702–1754) som var gift med löjtnanten Johan Martin von Schneidern vid Upplands regemente och kaptenen Gustaf Anders Örnflycht, Märta Enhielm (1703–1772), löjtnanten Samuel Enhielm (1705–1775) vid Kymmenegårds regemente, Catharina Charlotta Enhielm (1707–1785), Helena Sofia Enhielm (född 1708) som var gift med kaptenslöjtnanten Joakim Kock vid Västerbottens regemente och Carl Filip Enhielm (1710–1710).